# エール・アパレント
エール・アパレント （Eire Apparent、最初の国内盤ではエア・アペアレント、一部CDショップ等でアイアー・アパレントと紹介されていることがある。）は北アイルランドのバンドで、ヘンリー・マカロックやアーニー・グラハムのキャリアを築き、ジミ・ヘンドリックスが唯一のアルバムで演奏し、プロデュースしたことで知られている。

## ヒストリー

### トニー&ザ・テルスター
グループの起源は、60年代初頭のベルファストのバンド、トニー＆ザ・テルスターズまでさかのぼることができる、リード・ギターのロッド・デミック（Roderick Demick, 1947, Prestatyn, Flintshire, North Wales）、ドラムのデイヴィ・ラットン（William David Lutton, 1946, Belfast）、リード・ヴォーカル兼ギターのジョージ・オハラ、ベースのクリス・スチュワート(born Eric Christopher Stewart, 1946, Belfast, Co Antrim) が参加していた。1965年、デミックは地元のR'n'Bグループ「ザ・ホイールズ」に、スチュワートはドイツを拠点とするアイルランドのバンド「ザ・ステラス」に参加するため脱退した。彼らの後任には、ギタリストのデイヴィッド "タイガー "テイラー、ベーシストのマイク・ニブレット（ステラズ出身）、リズムギターとバッキングボーカルに自動車整備士見習いのアーニー・グラハム（Ernest Harold Graham, 14 June 1946, Belfast生まれ）が参加した。

### ザ・ピープル
1965年後半、ラットン、オハラ、ニブレット、グラハムの4人は、元ゼムのキーボード奏者エリック・ウリクソンとともに、ポップ・ユニット「ザ・ピープル」を結成した。1966年2月のコンピレーション・アルバム『Ireland's Greatest Sounds: Five Top Groups From Belfast's Maritime Club』に2曲を提供した。1966年半ば、エリック・ウリクソンは、バンドがイギリスに引っ越すことを発表した。「（バンドが）長持ちしてほしい...。ベルファストより悪いところはないだろう 」と。当時、彼らはオハラの代わりに代役ギタリストを使い、ビリー・ハリソン（元Them）の加入を希望していた。その後すぐに、ウリクソンはブラックプールのシーンに住むベルファストのグループ、ザ・ウィールズに移籍した。一方、マイク・ニブレットとクリス・スチュワートはそれぞれ場所を変え、元のバンドに戻った。北アイルランドのポートスチュワート出身のギタリスト、ヘンリー・マカロック（元スカイ・ロケッツ・ショーバンド、ジーン・アンド・ザ・ジェンツ）は1967年初めにザ・ピープルと組み、ブラックプール、そしてダブリンの音楽シーンですぐに高い評判を得るようになった。

### エール・アパレント
1967年、バンドはロンドンに移り、元アニマルズのチャス・チャンドラーとマイク・ジェフェリーと契約し、バンド名を「エール・アパレント（Eire Apparent）」と改名した。- ジェフリーはアイルランド出身であることをアピールしたいと考え、彼の妻がアイルランドを指す「Eire」を付けた新しい名前を考えた。
エール・アパレントは一時チャンドラーやジェフェリーの部下であるジミ・ヘンドリックスも担当した、トラック・レコードと契約していた。1968年1月に発売されたシングル「Follow Me」/「Here I Go Again」1枚を録音した後、Trackを脱退した。シングル1枚しかリリースしていないにもかかわらず、チャンドラーとジェフェリーは1968年2月から3月にかけて、彼らをヘッドライナーのアニマルズと北米ツアーに送り出した。2月中旬にカナダのバンクーバーで、マッカローがマリファナ所持で逮捕されアイルランドに送り返されたため、ギタリストのミック・コックス（Michael Charles Cox, 1943, Gillingham, Kent, died August 2008; 元The Alleykatz and The End）が彼の代わりに飛び出し、バンドに加わった。5月までにマッカローはアイルランドのスウィーニーズ・メンに加入していた。
新メンバーは、ジミ・ヘンドリックス・エクスペリエンス、ソフト・マシーンとともに北米ツアーを続け、5月にはヘンドリックスとともにニューヨークのレコード・プラント・スタジオでレコーディング・セッションを行った（おそらく次のシングル「Let Me Stay」/「Yes I Need Someone」のテーピング）。アルバム『サンライズ』は、1968年10月下旬にロサンゼルスで制作され、ジミ・ヘンドリックスがプロデュースした。ヘンドリックスは多くの曲（「Yes I Need Someone」や「The Clown」など）で演奏し、ノエル・レディング、ミッチ・ミッチェル、ロバート・ワイアットもクレジットされている（レディングとワイアットは「1026」「The Clown」で歌っている）。このアルバムは、1969年5月に米国と英国のブッダ・レコードから発売された。
コックスは、アルバムのレコーディング直後の1968年11月に、ギタリストのデヴィッド・"タイガー"・テイラーと交代した。テイラーは1965年にすでにザ・ピープルのメンバーとして活動しており、1969年1月にロンドンで録音されたジミ・ヘンドリックスをフィーチャーしたシングル「Rock 'N' Roll Band」を共同作曲している。テイラー、グラハム、スチュワート、ラトンのこのラインナップは、その後ヘンドリックスとヨーロッパツアーを行い、1969年4月にはバンド唯一のピールセッションを録音した。後にプリティ・シングスに参加するギタリスト、ピーター・トルソンも、このセッションでテイラーに代わって参加したことが挙げられている。
1969年5月、雑誌「Beat Instrumental」は、彼らがエール・アパレントのセカンドアルバム（Soft MachineのドラマーRobert Wyattがプロデュースしたと言われている）のトラックを録音していると報じたが、日の目を見ることはなかった。1970年5月、世間にはほとんど知られることなく、バンドは解散した。

## その後のメンバーの活動
- アーニー・グラハムは1971年にソロアルバムを1枚録音し、1972年には一時的にヘルプ・ユアセルフのメンバーとして活動し、その後パブロック・コンボのクランシーを共同設立した。その後、プロのミュージシャンを辞め、鉄道会社で働き、2001年4月に亡くなった時はカウンセラーになるための訓練中だった。
- デイヴィ・ラットンは1970年にヘヴィ・ジェリー、1972年から73年にかけてエリス、1974年から76年にかけてマーク・ボランと共演し、1979年にはクリス・スペディングのアルバム『Guitar Graffiti』でアシスタントを務めた。
- クリス・スチュワートはロック界で最も息の長いベーシストとなり、フランキー・ミラー（1975-78）の音楽的パートナーになった。さらなる仕事として、ロニー・レーンのスリム・チャンス、スプーキー・トゥース、ジョー・コッカー、ジム・カパルディ、エリック・バードン、グラハム・ボネット、テリー・リードがある。2020年に死去。
- ヘンリー・マカロックはスウィーニーズ・メンに参加し、その後グリース・バンドのリード・ギタリストとなる。1971年から1973年にかけてはポール・マッカートニーとウイングスで演奏し、その後フランキー・ミラーとも共演したことがある。また、いくつかのソロアルバムをリリースした。2016年に死去。
- ミック・コックスは「マグネット」を結成（1969-71年）。1969年8月の最初のシングルは、「レット・ミー・ステイ」「ミスター・ガイ・フォークス」（いずれもアルバム『サンライズ』収録）だった。その後、1973年にクリス・スチュワートを含む自身の名を冠したバンドを結成し（キャピトル・レコードからアルバム1枚）、1983年にはヴァン・モリソンのアルバム『Common One』に参加した。トニー・ブラウンのスリーブノートによると、コックスはヘンドリックスのジャムセッションのテープをレッド・ライティン・レコードのピーター・シャーザーに提供し、「Woke Up This Morning and Found Myself Dead」としてリリースされた。
- David "Tiger" Taylorはその後Anno Dominiを結成し、1枚のアルバムを録音した後、The Freshmenに参加した。
- ピーター・トルソンは1970年から1976年までプリティ・シングスでプレーしていた。彼も2016年に亡くなっている。
- スティーブ・ジョリーは、ボビー・ハリソン（元プロコル・ハルムのドラマー）、ピート・デニス、ロジャー・サンダースのバンド「フリーダム」に参加した。

## ディスコグラフィー
- "I'm With You" / "Well... All Right" (as 'The People') – included on Ireland's Greatest Sounds (Ember Records LP, February 1966)
- "Follow Me" / "Here I Go Again" (Track Records single, January 1968)
- "Yes I Need Someone" / "Let Me Stay" (ブッダ・レコード single, circa September 1968)[6]
- "Rock 'N' Roll Band" / "Yes I Need Someone" (ブッダ・レコード single, March 1969, and in the UK on Buddah 201 039 Apr 1969, re-released on Buddah 2011 117 Mar 1972)
- サンライズ (ブッダ・レコード LP, May 1969, Buddah 203 021 in the UK) ※旧邦題：ジミ・ヘンドリックス・プレゼンツ・エア・アペアレント
- "The Price of Love" / "Highway 61" / "Blues" / "Gloria" – live recordings included on the Jimi Hendrix Experience bootleg Liederhalle Stuttgart 19 January, 1969 1st Show (Eire Apparent were the support act)
- "Gloria" / "Yes, I Need Someone" – BBC Top Gear recordings from April 1969 included on The Pretty Things unauthorised CD The Forgotten Beebs (Tendolar, 2008; Pretty Things guitarist Peter Tolson supposedly played on these tracks; "Highway 61 Revisited" was also recorded at this session)[8]